# Doãn Hoàng Kiên
Doãn Hoàng Kiên (sinh năm 1970) là một họa sĩ, nghệ sĩ biểu diễn xiếc, đạo diễn và diễn viên người Việt Nam. Ban đầu, ông được biết đến là người diễn xiếc hoạt động tại Liên đoàn Xiếc Việt Nam và là diễn viên xuất hiện trong nhiều bộ phim điện ảnh, truyền hình, nhưng sau đó Doãn Hoàng Kiên đã chuyển hướng sang con đường nghệ thuật thị giác với nhiều tác phẩm tranh vẽ và nghệ thuật sắp đặt nổi tiếng, được công chúng biết đến. Ông hiện đã tốt nghiệp thạc sĩ nghệ thuật tại Trường Đại học Mỹ thuật Việt Nam và đang là nghệ sĩ tự do.

## Tiểu sử
Doãn Hoàng Kiên sinh năm 1970. Ông là con một, sinh ra tại một gia đình giàu truyền thống nghệ thuật, có bố là nghệ sĩ biểu diễn xiếc Doãn Ngọc Anh còn mẹ là diễn viên điện ảnh Tuyết Liên. Bố mẹ Hoàng Kiên ly hôn khi ông còn 5 tuổi và ông ở cùng với mẹ. Từ nhỏ, ông đã được bố truyền dạy lại bộ môn xiếc, đặc biệt là đánh phi xoa, và đến năm 13 tuổi thì theo học Trường Nghệ thuật Xiếc Việt Nam. Sau khi tốt nghiệp vào năm 1988, ông tiếp tục đi du học sang Liên Xô và nhập học tại Trường Nghệ thuật xiếc Moskva.

## Sự nghiệp

### Trở về nước, thành danh với xiếc, phim ảnh và đến với con đường hội họa
Sau thời gian đi du học và trở về nước, Doãn Hoàng Kiên gia nhập vào Liên đoàn Xiếc Việt Nam và là một diễn viên biểu diễn nghệ thuật xiếc, đi lưu diễn ở nhiều nước như Nga, Turkmenistan, Thái Lan, Lào, Pháp và Nhật Bản. Vào năm 1991, ông đã có trong tay Huy chương vàng cuộc thi "Tài năng sân khấu trẻ toàn quốc" cùng bằng khen "Nghệ sĩ tài năng sân khấu trẻ", đồng thời là một trong năm thí sinh được trao tặng danh hiệu "Tài năng sân khấu trẻ 1991" diễn ra tại Hà Nội. Đến năm 1993, ông đoạt giải Đặc biệt tại Liên hoan Xiếc Quốc tế lần thứ 16 (Festival Mondial du Cirque de Demain) tổ chức ở Paris, Pháp với tiết mục "Thăng bằng kiếm trên thang". Trong thời gian này, ông cũng được biết đến khi tham gia diễn xuất, đóng cặp cùng Việt Trinh, Khánh Huyền, Hồ Ngọc Hà tại nhiều bộ phim điện ảnh và truyền hình như Chiến dịch trái tim bên phải, Vua bãi rác, Hát giữa chiều mưa, Khách ở quê ra, v.v..
Bước ngoặt để đưa Hoàng Kiên đến với con đường hội họa là vào thời điểm năm 1994, khi ông đang đi lưu diễn tại tỉnh Cao Bằng. Trong quá trình chuẩn bị biểu diễn tiết mục xiếc, Doãn Hoàng Kiên bị ngã từ độ cao 7,5 m xuống sàn sân khấu và gặp chấn thương nghiêm trọng. Trong thời gian nghỉ dưỡng thương, ông đã tìm đến hội họa. Bị hấp dẫn bởi công việc của các họa sĩ, Hoàng Kiên xin đi học vẽ dưới sự dìu dắt của họa sĩ Mai Văn Hiến và Phạm Viết Song, rồi chỉ một tuần sau đó Doãn Hoàng Kiên đã được Phạm Viết Song khuyến khích cho lên vẽ người. Chính điều này khiến ông quyết định theo đuổi chuyên môn mỹ thuật hội họa và năm 1997 ôn thi vào Trường Đại học Mỹ thuật Việt Nam. Tuy vậy, trong hai lần đầu tiên đi thi, Doãn Hoàng Kiên đã bị đánh trượt, và phải đến lần thi thứ ba năm 2000 thì mới đỗ vào trường. Năm 2005, ông tốt nghiệp với tấm bằng cử nhân, sau đó tiếp tục theo học lên thạc sĩ nghệ thuật tại trường năm 2007 và tốt nghiệp năm 2010. Suốt thời gian đi học, ông đã tham gia vào nhiều triển lãm nghệ thuật hội họa tổ chức trong nước. Hoàng Kiên cũng đảm nhận việc thiết kế sân khấu, trang phục và đạo cụ cho các diễn viên xiếc biểu diễn dù không còn xuất hiện trên sân khấu như xưa.

### Năm 2004 đến nay: Các tác phẩm nghệ thuật sắp đặt vàVườn
Khi đang học năm tư đại học, Doãn Hoàng Kiên đã có tác phẩm lọt vào chung kết cuộc thi "Ánh mắt trẻ" của Viện Pháp tại Hà Nội, khiến ông nảy sinh hứng thú với bộ môn nghệ thuật sắp đặt. Sau nhiều năm mày mò và nghiên cứu, năm 2008, Doãn Hoàng Kiên được quỹ CDEF của Đan Mạch tài trợ tổ chức triển lãm nghệ thuật sắp đặt cá nhân đầu tiên mang tên Giới hạn, lắp đặt ở VietArt Center, Hà Nội. Đối với tác phẩm chính, Hoàng Kiên đã dùng những thanh tre sơn màu đỏ trắng và ràng buộc với nhau quanh trục chắc chắn, cố định. Một thời gian sau, nghệ sĩ Đào Anh Khánh mời ông làm lại sản phẩm dưới tên Mê cung, với quy mô rộng hơn 600m2 và trưng bày tại hai sự kiện "Hội tụ ánh sáng" và "Cầu âm thanh" nhằm chào mừng đại lễ 1000 năm Thăng Long – Hà Nội. Trong triển lãm "Phòng chống vấn nạn buôn người" của MTV EXIT tổ chức năm 2012 ở Hà Nội, Doãn Hoàng Kiên góp mặt với tác phẩm nghệ thuật sắp đặt Hàng, trong đó ông đi đến các trường đại học, học viện... để vận động và xin tóc của sinh viên làm nên tác phẩm. 120 mẫu tóc đã được lọc ra từ 300 mẫu tóc thu thập, sau đó cho vào lọ thủy tinh, đánh số và mã hóa nhằm thể hiện ý đồ nghệ thuật của tác phẩm. Hàng đã gây được sự chú ý, ấn tượng cho người xem và đến nhiều năm sau này vẫn được nhắc lại, đồng thời được đánh giá là tác phẩm ám ảnh nhất của họa sĩ. Cùng năm, ông cho trưng bày khối nghệ thuật sắp đặt Điều còn thiếu tại triển lãm LUALA Open Show, với các khung sắt xếp thành hình hộp chữ nhật, treo trên đó vô số gương tròn, đằng sau là ảnh chụp cuộc sống và kết nối với nhau như một ma trận. Tác phẩm này sau đó tiếp tục xuất hiện trên sân Thái Miếu Văn Miếu – Quốc Tử Giám nhân chương trình "Sân Thơ Trẻ" năm 2019, thu hút sự chú ý từ du khách chiêm ngưỡng và nhận về hàng trăm ý kiến khác nhau; thậm chí, có người còn "cúng dường" cho tác phẩm tờ 10 nghìn đồng. Thời gian này, Doãn Hoàng Kiên cũng hợp tác với nhiếp ảnh gia Trần Việt Đức trong một tác phẩm nghệ thuật sắp đặt khác mang tên Rùa và trưng bày triển lãm "Be the Change" tổ chức tại khu phố sách Hà Nội.
Ngày 4 tháng 12 năm 2021, ông đã thực hiện một triển lãm nghệ thuật sắp đặt mang tên Tưởng niệm, lắp đặt 36 module và đặt trên đó hơn 1000 ngọn nến thắp sáng, với phần khung tô màu sơn trắng đỏ giống barrier và là dự án nghệ thuật sắp đặt đầu tiên của một nghệ sĩ Việt Nam nhằm tưởng niệm những người đã mất trong đại dịch COVID-19.
Không dừng lại ở lĩnh vực mỹ thuật, vào năm 2010, Doãn Hoàng Kiên đã cho ra đời bộ phim ngắn đầu tay dài 10 phút Vườn, một tác phẩm tốt nghiệp cho khóa học tại trung tâm phim tài liệu thử nghiệm Hanoi DocLab, với nội dung là lời tự sự của chính ông về cuộc đời và gia đình. Công chiếu lần đầu trong khuôn khổ chương trình chiếu phim của học viện, tác phẩm sớm sau đó được ra mắt trong chương trình chiếu phim trực tuyến "Tháng Hà Nội" của YxineFF. Bộ phim thành công nhận về đánh giá tích cực của khán giả và được đem đi chiếu tại nhiều quốc gia trên thế giới như Mỹ, Pháp, Đức... Báo Tuổi Trẻ đã dành lời khen ngợi bộ phim khi "vừa như kể lại câu chuyện của một người khác, vừa như lời tự thuật của chính tác giả khiến cho người xem khó có thể dứt ra khỏi cảm giác băn khoăn, thương cảm cho dù phim đã hết từ lâu". Trong năm này, đạo diễn cho ra mắt tiếp thêm một bộ phim ngắn khác dài 9 phút mang tên Ga đêm.
Ngoài những hoạt động trên, Doãn Hoàng Kiên còn tham gia vào mảng nghệ thuật đồ họa, thiết kế Maquette và đi setup không gian, làm ánh sáng, đạo cụ sân khấu, đi dạy học để kiếm tiền trang trải cuộc sống. Ông cũng được biết đến là người trình bày bìa sách, vẽ chân dung cho một số nhân vật nổi tiếng như nhà văn Tạ Duy Anh, Nguyễn Xuân Khánh, Giáng Vân,... và cho ra đời nhiều bức tranh vẽ bằng sơn dầu.

## Đời tư
Doãn Hoàng Kiên đã lập gia đình và có hai con. Vợ ông tốt nghiệp tại Trường Đại học Ngoại Thương; sau nhiều năm đi làm thuê, cô quyết định khởi nghiệp ở ngành dệt may và làm người "cầm tay chỉ việc" một xưởng may có tiếng. Vào đầu năm 2014, bố ông, Doãn Ngọc Anh, đã qua đời vì bệnh hiểm nghèo. Hoàng Kiên hiện đang sống cùng mẹ trong một căn nhà ở ngõ Hòa Bình, phố Khâm Thiên, Hà Nội.

## Tác phẩm
Danh sách này không đầy đủ, bạn cũng có thể giúp mở rộng danh sách.

### Tác phẩm hội họa
- Hóa, 2018[32]
- Người gác cổng, 2018[33]
- Giới hạn, 2018[33]
- Chân dung, 2018[33]
- Bơi sông Hồng, 2020[34]
- Hoạ sĩ Trần Lưu Hậu, 2020[35]
- The Flower, 2020[36]
- Conversation, 2021
- Thổ Khí Trung Thổ Chân, 2022

### Tác phẩm nghệ thuật sắp đặt
- Giới hạn (Limits), 2008[11]
- Mê cung, 2009 và 2010[14]
- Hàng, 2012[3]
- Cọc cạch, 2018
- Điều còn thiếu, 2019[7]
- Rùa, 2019[9]
- Tưởng niệm, 2021[8]

### Phim điện ảnh
| Năm  | Phim                            | Vai diễn     | Nguồn        |
| ---- | ------------------------------- | ------------ | ------------ |
| 1990 | Hát giữa chiều mưa              |              | [ 3 ] [ 4 ]  |
| 1991 | Người còn sót lại của rừng cười | Thành        | [ 4 ] [ 37 ] |
| 1993 | Khách ở quê ra                  | Dũng         | [ 6 ] [ 9 ]  |
| 2000 | Mùa hè chiều thẳng đứng         |              | [ 6 ] [ 9 ]  |
| 2002 | Vua bãi rác                     | Họa sĩ Long  | [ 6 ] [ 9 ]  |
| 2005 | Chiến dịch trái tim bên phải    | Nhà báo Long | [ 6 ] [ 9 ]  |

### Phim truyền hình
| Năm        | Phim                  | Vai diễn       | Nguồn        |
| ---------- | --------------------- | -------------- | ------------ |
| Trước 1997 | Cô gái mắt đen        |                | [ 9 ]        |
| Trước 1997 | Hành trình tình yêu   |                | [ 9 ]        |
| 1997       | Chiều không nhạt nắng |                | [ 9 ] [ 38 ] |
| 1998       | Tứ tử trình làng      | Kiên           | [ 9 ] [ 38 ] |
| 1998       | Cầu thang nhà A6      |                | [ 9 ] [ 38 ] |
| 2005       | Con đường gian khổ    | Thầy giáo Kiên | [ 9 ] [ 38 ] |
| 2006       | Lời sám hối muộn màng |                | [ 9 ] [ 38 ] |

### Phim ngắn
- Vườn (The Garden), 2010[39]
- Ga đêm (Night Station), 2010[28]

### Khác
- Là lá la (video art)

## Giải thưởng và danh hiệu

#### Giải thưởng
| Năm  | Giải thưởng                       | Kết quả         | Nguồn             |
| ---- | --------------------------------- | --------------- | ----------------- |
| 1991 | Tài năng sân khấu trẻ             | Huy chương vàng | [ 2 ] [ 6 ] [ 7 ] |
| 1991 | Nghệ sĩ tài năng sân khấu trẻ     | Bằng khen       | [ 2 ] [ 6 ] [ 7 ] |
| 1993 | Liên hoan Xiếc Quốc tế lần thứ 16 | Giải Đặc biệt   | [ 2 ] [ 6 ] [ 7 ] |

#### Danh hiệu
- Danh hiệu "Tài năng sân khấu trẻ", 1991[2][7]